# Хелланн, Поль Андре
Поль Андре Хелланн (норв. Pål André Helland; род. 4 января 1990, Тронхейм) — норвежский футболист, полузащитник.

## Карьера
Воспитанник норвежского клуба «Русенборг». Пройдя молодежную школу трондхеймцев, Хелланн лишь пару раз попадает в основу «Русенборга», да и аренда в «Ранхейме» не оправдала своих ожиданий. Молодой игрок стабильно оставался в запасе, появляясь на футбольном поле от случая к случаю.
В 2011 году у игрока истекает контракт с «Русенборгом» и Хелланн решает перебраться в «Бюосен». В новой команде, Поль Андре наконец становится игроком основы и уже через год перебирается в «Хёдд». Следующие полтора года, выступая за середняк Адекколиги, Хелланн становится лидером команды, которая в 2012 году неожиданно для всех выиграла Кубок Норвегии, переиграв в финале «Тромсё».
Летом 2013 года, «Русенборг» возвращает своего воспитанника, подписав с ним новый контракт. Свой первый гол с составе трондхеймцев, Хелланн забил в игре против «Саннеса».

## Статистика

### Матчи Хелланна за сборную Норвегии
| Матчи Хелланна за сборную Норвегии | Матчи Хелланна за сборную Норвегии | Матчи Хелланна за сборную Норвегии | Матчи Хелланна за сборную Норвегии | Матчи Хелланна за сборную Норвегии | Матчи Хелланна за сборную Норвегии |
| ---------------------------------- | ---------------------------------- | ---------------------------------- | ---------------------------------- | ---------------------------------- | ---------------------------------- |
| №                                  | Дата                               | Соперник                           | Счёт                               | Голы Хелланна                      | Соревнование                       |
| 1                                  | 8 июня 2015                        | Швеция                             | 0:0                                | —                                  | Товарищеский матч                  |
| 2                                  | 12 июня 2015                       | Азербайджан                        | 0:0                                | —                                  | Чемпионат Европы 2016 (отбор)      |
| 3                                  | 12 ноября 2015                     | Венгрия                            | 0:1                                | —                                  | Чемпионат Европы 2016 (отбор)      |
| 4                                  | 15 ноября 2015                     | Венгрия                            | 1:2                                | —                                  | Чемпионат Европы 2016 (отбор)      |
| 5                                  | 1 июня 2016                        | Исландия                           | 3:2                                | 1                                  | Товарищеский матч                  |
| 6                                  | 8 октября 2016                     | Азербайджан                        | 0:1                                | —                                  | Чемпионат мира 2018 (отбор)        |

Итого: 6 матчей / 1 гол; 1 победа, 2 ничьи, 3 поражения.

## Достижения
«Русенборг»
- Чемпион Норвегии (4): 2015, 2016, 2017, 2018
- Серебряный призёр чемпионата Норвегии (2): 2013, 2014
- Обладатель Кубка Норвегии (2): 2015, 2016
- Обладатель Суперкубка Норвегии: 2017

«Хёдд»
- Обладатель Кубка Норвегии: 2012